# Greenwood (Wisconsin)
Greenwood ist eine Kleinstadt (mit dem Status „City“) im Clark County im US-amerikanischen Bundesstaat Wisconsin. Im Jahr 2010 hatte Greenwood 1026 Einwohner.

## Geografie
Greenwood liegt im nordwestlichen Zentrum Wisconsins am Black River, einem linken Nebenfluss des Mississippi. Die geografischen Koordinaten von Greenwood sind 44°46′13″ nördlicher Breite und 90°35′58″ westlicher Länge. Das Stadtgebiet erstreckt sich über eine Fläche von 7,41 km². 
Benachbarte Orte von Greenwood sind Longwood (13,1 km nördlich), Spencer (28,6 km östlich), Loyal (12,4 km südöstlich) und Neillsville (24,8 km südlich).
Die nächstgelegenen größeren Städte sind Green Bay (239 km östlich), Wisconsins Hauptstadt Madison (279 km südsüdöstlich), La Crosse (145 km südwestlich), Eau Claire (81,1 km westlich), die Twin Cities in Minnesota (240 km in der gleichen Richtung) und Duluth am Oberen See in Minnesota (323 km nordnordwestlich).

## Verkehr
Der Wisconsin State Highway 73 führt als Hauptstraße durch das Zentrum von Greenwood. Alle weiteren Straßen sind untergeordnete Landstraßen, teils unbefestigte Fahrwege oder innerörtliche Verbindungsstraßen.
Mit dem Neillsville Municipal Airport befindet sich 29,7 km südlich ein kleiner Flugplatz. Die nächsten Verkehrsflughäfen sind der Chippewa Valley Regional Airport in Eau Claire (93,1 km westlich), der Central Wisconsin Airport in Wausau (86,3 km ostnordöstlich) und der La Crosse Regional Airport (142 km südwestlich).

## Bevölkerung
Nach der Volkszählung im Jahr 2010 lebten in Greenwood 1026 Menschen in 464 Haushalten. Die Bevölkerungsdichte betrug 138,5 Einwohner pro Quadratkilometer. In den 464 Haushalten lebten statistisch je 2,18 Personen. 
Ethnisch betrachtet setzte sich die Bevölkerung zusammen aus 97,5 Prozent Weißen, 0,9 Prozent Afroamerikanern, 0,4 Prozent amerikanischen Ureinwohnern, 0,1 Prozent Asiaten sowie 0,7 Prozent aus anderen ethnischen Gruppen; 0,5 Prozent stammten von zwei oder mehr Ethnien ab. Unabhängig von der ethnischen Zugehörigkeit waren 1,5 Prozent der Bevölkerung spanischer oder lateinamerikanischer Abstammung. 
22,5 Prozent der Bevölkerung waren unter 18 Jahre alt, 55,8 Prozent waren zwischen 18 und 64 und 21,7 Prozent waren 65 Jahre oder älter. 51,9 Prozent der Bevölkerung war weiblich.
Das mittlere jährliche Einkommen eines Haushalts lag bei 44.375 USD. Das Pro-Kopf-Einkommen betrug 21.899 USD. 7,7 Prozent der Einwohner lebten unterhalb der Armutsgrenze.